# Karl-Axel Ekbom
Karl-Axel Ekbom, född 23 september 1907 i Göteborg, död 15 mars 1977 i Uppsala, var en svensk neurolog. Han var son till Karl Ekbom (1876–1924) samt far till Karl Ekbom (född 1935), Torsten Ekbom och Gunnar Ekbom. 
Efter studentexamen 1925 blev Ekbom medicine kandidat i Stockholm 1928, medicine licentiat 1934, medicine doktor 1945 samt var docent i neurologi vid Karolinska institutet 1945–58 och professor i neurologi vid Uppsala universitet 1958–74. Han blev underläkare vid Serafimerlasarettets nervklinik 1931, vid Psykiatriska sjukhuset (Konradsberg) 1933, vid Sahlgrenska sjukhusets medicinska klinik 1934, vid Beckomberga sjukhus 1936–37 och 1939, underläkare, biträdande läkare och biträdande överläkare vid Serafimerlasarettets nervklinik 1937–58, t.f. överläkare vid Sahlgrenska sjukhusets nervklinik 1949–50 och överläkare vid Akademiska sjukhusets neurologiska klinik 1958–74. 
År 1938 beskrev Ekbom Dermatozoenwahn, ett kroniskt sensoriskt sjukdomstillstånd vid vilket patienterna anser sig vara övertygade om att de har "kliande smådjur" i huden med åtföljande intensiv klåda. Detta tillstånd beskrevs utförligt av Annika Skott i hennes doktorsavhandling från 1978. Ekbom är dock mest känd för doktorsavhandlingen Restless Legs: A Clinical Study of a Hitherto Overlooked Disease in the Legs Characterized by Peculiar Paresthesia ("anxietas Tibiarum"), Pain and Weakness and Occurring in Two Main Forms, Asthenia Crurum Paraesthetica and Asthenia Crurum Dolorosa (1945), genom vilken han införde diagnosen Restless legs syndrome och för vilket han tilldelades Svenska Läkaresällskapets Lennmalmspris 1949.

### Notiser
1. 1 2  Gemeinsame Normdatei, läst: 5 maj 2014.[källa från Wikidata]
2. 1 2  Karl Axel, f. 1907 i Göteborgs domkyrkoförsamling Göteborgs och Bohus län, Sveriges folkräkning 1910, Riksarkivet, läs onlineläs online, läst: 10 augusti 2020.[källa från Wikidata]
3. ↑  Gemeinsame Normdatei, läst: 1 januari 2015.[källa från Wikidata]
4. ↑  Svenska Läkaresällskapet: Lennmalms pris - Tidigare pristagare Arkiverad 7 augusti 2016 hämtat från the Wayback Machine. Läst 2014-12-19